# Tangaroa tahitiensis
Tangaroa tahitiensis là một loài nhện trong họ Uloboridae.
Loài này thuộc chi Tangaroa. Tangaroa tahitiensis được Lucien Berland miêu tả năm 1934.